# Principado de Galilea
El Principado de Galilea fue uno de los cuatro señoríos del Reino de Jerusalén cruzado, según Juan de Ibelín, el comentarista del siglo XIII. El principado mismo fue centrado alrededor de Tiberíades, a orillas del mar de Galilea, pero al sumarle los territorios vasallos, el dominio abarcó a toda Galilea y la Fenicia meridional (actualmente el Líbano). El Principado tuvo entre sus vasallos los Señoríos de Beirut, Nazaret, y Haifa, los cuales muchas veces tuvieron un número descomunal de sub-vasallos. La ciudad independiente de Sidón estuvo en medio de las tierras galileas. Hay razones para dudarse de la posición de Galilea como el señor de algunas de esos terrenos.
El Principado fue establecido, al menos técnicamente, en el año 1099, cuando Godofredo de Bouillón le dio el control de Tiberíades, Haifa, y Betsan a Tancredo. En 1101 Balduino I puso límites al poder de Tancredo al entregar la ciudad de Haifa a Galdemar Carpenel, y Tancredo se vio obligado a entregar el Principado y convertirse en el regente de Antioquía. Galilea llegó a ser el feudo de las familias de St. Omer, Montfaucon (Falcomberques), y después Bures, y su capital estuvo en Tiberíades; por lo tanto a veces también fue conocido como el Principado de Tiberíades o el Tiberiado. El Principado fue tomado por Saladino en 1187, aunque el título fue usado después de manera formal por las relaciones y los hijos menores de los reyes de Chipre (los reyes titulares de Jerusalén).

## Príncipes de Galilea
(Los nombres italicizados son de príncipes titulares.)
- Tancredo (1099-1101)
- Hugo de Saint Omer (1101-1106)
- Gervasio de Bazoches (1106-1108)
- Tancredo (1109-1112)
- Joscelino I de Courtenay (1112-1119)
- Guillermo I de Bures (1120-1141)
- Elinardo (1142-1148)
- Guillermo II de Bures (1148-1158)
- Gualterio de Saint Omer (1159-1171), primer esposo de Eschiva de Bures
- Raimundo III de Trípoli (1174-1187) con su esposa Eschiva de Bures
- Hugo II de Saint Omer (1187-1204)
- Raúl de Saint Omer (1204-1219)
- Eschiva de Saint Omer (1219-después de 1265) con su esposo Odón de Montbéliard (1219-1247); 1240-1247 como príncipes gobernantes
- Bohemundo de Lusignan (c. 1280)
- Balian de Ibelín (1304/1305-1315/1316), príncipe de Galilea y Belén, hijo de Felipe de Ibelín, condestable del Reino de Chipre
- Guido de Lusignan (c. 1320-1343), hijo de Hugo IV de Chipre
- Hugo de Lusignan (1343-1386), hijo de Guido de Lusignan
- Juan de Brie
- Enrique de Lusignan (¿?-1427), hijo de Jacobo I de Chipre
- Felipe de Lusignan (¿?-c. 1466), hijo de Enrique de Lusignan

## Vasallos

### Señorío de Beirut
Beirut fue capturado en 1110 por Balduino I de Jerusalén y dejado bajo el control de Fulco de Guines. Desde 1187 hasta 1197 fue conquistada y ocupada por Saladino. En 1204, Amalarico II de Jerusalén entregó la ciudad a Juan de Ibelín (el Viejo Señor de Beirut). Fue uno de los señoríos más duraderos, y sobrevivió hasta la última derrota y expulsión de los Cruzados en 1291, aunque solo como una franjita costera al alrededor de la ciudad. Fue una ciudad clave para el comercio con Europa.
Los sub-vasallos de Beirut fueron:

#### Señorío de Banias
Banias fue dado a Balduino II por los Hashshashin en 1128. Balduino lo cedió a Renier Brus, Señor de Assebebe, el cual fue sumado a Banias. La hija de Renier se casó con Hunfredo II de Torón; Hunfredo llegó a ser el señor de Banias alrededor de 1148. Vendió pedazos de Banias y Chastel Neuf a la Orden de Malta en 1157. Banias fue unido con Torón hasta que lo conquistó Nur al-Din en 1164, y cuando lo recuperaron los cruzados fue hecho parte del Señorío de Joscelino III de Edesa (véase más abajo).
- 1128-1148 : Renier Brus
- 1148-1157 : Hunfredo II de Torón, yerno de Renier Brus.
- 1157-1167 : Orden del Hospital de San Juan de Jerusalén
- 1167-1176 : conquistado y ocupado por Nur al-Din.
- 1176-1187 : Joscelino III de Edesa

#### Señorío de Torón
La construcción del castillo de Torón fue mandado por Hugo de St. Omer, el segundo Príncipe de Galilea, para ayudar en la captura de Tiro. Después de la muerte de Hugo fue convertido en un seigneury independiente, y dado a Hunfredo I en 1107. Los señores de Torón fueron muy influyentes en el reino; Hunfredo II fue el capitán de la guardia de Jerusalén. Hunfredo IV estuvo casado con Isabel, la hija de Amalric I (Torón entró al "dominio real" durante su matrimonio pero volvió a OHunfredo IV después del divorcio). También fue uno de los pocos que tuvo una sucesión hereditaria ininterrumpida de varones, al menos por algunas generaciones. Los señores de Torón también se vincularon a los señores de Oultrejordain por el matrimonio de Hunfredo III y la herencia materna de Hunfredo IV. Torón fue sumado al dominio del reino de Tiro, que pasó a una rama de Antioquía, y después a sus herederos montfortianos. Los cruzados perdieron Torón en 1266.
Torón tuvo dos vasallos propios, Castel Neuf y Torón Ahmud. Hugo de St. Omer mandó la construcción del Chastel Neuf alrededor de 1105 pero después fue regalado al Orden de Malta, hasta que fue reconquistado por Nur al-Din en 1167. Torón Ahmud estuvo bajo el control de Beirut hasta que Juan de Ibelín lo vendió a la Orden Teutónica en 1261.

### Señorío de Nazaret
Nazaret fue el sitio original del Patriarcado Latino, establecido por Tancredo. Fue establecido como un seigneury galileo en 1115. Sabemos que sobre el 1200 Vermond de Croÿ fue Señor de Nazaret.

### Señorío de Haifa
Haifa fue en parte un dominio eclesiástico gobernado por el Arzobispo de Nazaret, e integrado en parte por otras partes del Principado de Galilea.
- Waldemar Carpenel
- Tancredo
- Rorgius (?–1107)
- Pagan (1107–1112)
- Dominio real (1112–1190)
- Vivian (c. 1140s)
- Pagan (1190–?)
- Rorgius II (?–1244?)
- Garsias Álvarez (c. 1250)
- Gilles d'Estrain (c. 1260)
- Miles ?
- Geoffrey
- Gilles II
- Juan de Valenciennes (c. 1310)